# Jörg Döring (Synchronsprecher)
Jörg Döring (* 1959 in West-Berlin) ist ein deutscher Synchronsprecher und Schauspieler.

## Leben
Döring schloss sein Studium an der Fritz-Kirchhoff-Schule in Berlin ab und war seit 1977 mit Theaterarbeiten an diversen deutschen Theatern beschäftigt. Engagements hatte er dabei u. a. in Berlin oder am Jungen Theater in Göttingen. In Film- und Fernsehproduktionen trat er eher selten in Erscheinung; z. B. in dem 1991 erschienenen Kinofilm Pommes rot/weiß (mit Henry Maske). Seit Ende der 1970er Jahre arbeitete er verstärkt und vielfältig als Synchronsprecher. Neben mehreren Einsätzen im Anime-Bereich, synchronisierte er Mike Hagerty in der Serie Friends und lieh auch Colm Meaney in den Serien Raumschiff Enterprise: Das nächste Jahrhundert und Star Trek: Deep Space Nine seine Stimme.
Neben einigen Rollen in mehreren Spielfilmen, beispielsweise: Blake Clark in Johnny Handsome – Der schöne Johnny und Crazy Instinct, Johnny Williams in Die Maske, Mike Hagerty in Wayne’s World, Mark Boone Junior in Schneller als der Tod oder Chris Penn in Fear – Im Angesicht der Angst ist er seit einigen Jahren in der von Elfie Donnelly erschaffenen Hörspielserie Elea Eluanda als Wachtmeister Selig zu hören.
Er ist der Vater von John-Alexander Döring.

## Sprechrollen (Auswahl)
Colm Meaney
- 1990–1994: als Chief Miles O’Brien in Raumschiff Enterprise – Das nächste Jahrhundert
- 1994–1996: als Miles Edward O’Brien (1. Stimme) in Star Trek: Deep Space Nine
- 2004: als Jimmy McClure in Blueberry und der Fluch der Dämonen

Mike Hagerty
- 1992: als Davie in Wayne’s World
- 2006: als Gus in Desperate Housewives

### Filme
- 1987: Daisuke Gōri als Gastell in Dragon Ball – Das Schloss der Dämonen
- 1988: David Efron als Morris Klane in Twins – Zwillinge
- 1989: John Capodice als Tommy in Family Business
- 1989: Dave Florek als Polizist in Ghostbusters 2
- 1989: Michael Goldfinger als Max in Harlem Nights
- 1990: als 2. Arzt in Dragon Ball Z Special: Son-Gokus Vater – Das Bardock Special
- 1991: Bill Nunn als Duh Duh Duh Man in New Jack City
- 1992: M.C. Gainey als Lewis in Mighty Ducks – Das Superteam
- 1993: Time Winters als Homeless Man in Sneakers – Die Lautlosen
- 1993: Seymour Cassel als Virgil Leach in Boiling Point – Die Bombe tickt
- 1993: Blake Clark als Milo in Crazy Instinct – Allein unter Idioten
- 1995: Danny Trejo als Trejo in Heat
- 1996: Richard Moll als Dementor in Versprochen ist versprochen
- 2006: Clive Ashborn als Koleniko in Pirates of the Caribbean – Fluch der Karibik 2
- 2007: Wayne Duvall als Detective Nugent in Im Tal von Elah

### Serien
- 1990: Gilles Tamiz als Cop Dickie in Es war einmal … das Leben
- 1988–1994: David Froman als Lt. Bob Brooks in Matlock
- 1991–2017: Walter Olkewicz als Jacques Renault in Twin Peaks
- 1992: Sady Rebbot als alter Dickie in Es war einmal … Amerika
- 2001: Takahiro Sakurai als Skullsatamon in Digimon 02

### Hörspiele
- Elea Eluanda: Wachtmeister Selig
- Vampir (Karussell): Vater

## Auszeichnungen
- Goldene Rose für die beste schauspielerische Leistung einer Spielzeit in Göttingen